# Teatr leśny w Srbskiej Kamenicy
Teatr leśny w Srbskiej Kamenicy (cz. Lesní divadlo Srbská Kamenice) – leśna, plenerowa scena teatralna zlokalizowana we wschodniej części wsi Srbská Kamenice w powiecie Děčín w Czechach (kraj ustecki).
Amatorski zespół teatralny działał we wsi od 1867 i grał w zajeździe U Růžáku. Gospoda ta spłonęła w 1924 (ocalały kostiumy i kulisy), co dało asumpt do zagospodarowania na cele teatralne naturalnego terenu nad rzeką Kamenice (dopływem Łaby), otoczonego skałami i porośniętego sosnami. Obiekt powstał na bazie zainteresowania tego rodzaju rozwiązaniami ze strony ludności Szwajcarii Czeskiej, które ukształtowało się w początku XX wieku. Oprócz naturalnego ukształtowania kamiennych bloków obiekt wzbogacono dodatkową scenografią - zbudowano drewnianą budowlę w kształcie piętrowego domu. Przedstawienia odbywały się do okresu II wojny światowej. Po 1945 i wysiedleniu Niemców sudeckich, z których składały się w głównej mierze lokalne amatorskie zespoły, scena podupadła, a drewniane elementy scenograficzne zostały rozebrane. Tradycję reaktywowano w 2013 z inicjatywy amatorskiego zespołu grającego od 2002 w kamenickiej Zielonej Gospodzie (dawny budynek zajazdu U Růžáku). Obecnie teatr działa regularnie, w każdym sezonie. Teren został uporządkowany, zbudowano też drogę dojściową wraz z mostem na rzece.
W skałach teatru leśnego poprowadzono jedenaście tras wspinaczkowych, z których najtrudniejsza ma kategorię VIIIa w skali GDR.